# Katsu Aki
 (avril 2021).
Le contenu est difficilement compréhensible vu les erreurs de traduction, qui sont peut-être dues à l'utilisation d'un logiciel de traduction automatique.
 (avril 2021).
Si vous disposez d'ouvrages ou d'articles de référence ou si vous connaissez des sites web de qualité traitant du thème abordé ici, merci de compléter l'article en donnant les références utiles à sa vérifiabilité et en les liant à la section « Notes et références ».
Katsu Aki (克・亜樹) (né le 19 septembre 1961), de son vrai nom Katsuaki Nakamura, est un artiste japonais de manga connu pour ses travaux sur Vision d'Escaflowne, Step up, Love Story (Futari Ecchi) et Psychic Academy.

## Principales créations

### Vision d'Escaflowne
Hitomi Hoshino, 16 ans, est une élève du secondaire ayant un intérêt pour le mysticisme ; les expériences étranges qu'elle vit dans ses rêves de nuit la conduisent souvent dans un mystérieux temple où il voit un énorme bijou, un obscur prince... Toutes ces images très difficiles à vivre ont eu un important impact sur son esprit. Un jour, au cours d'une simple journée d'école, Hitomi ressent une forte attraction magique dans son intérieur et, à un moment donnée, cette chose étrange s'échappe de son corps, puis elle s'évanouit. Elle se réveille dans un monde étrange où la terre fusionne avec le ciel et un impétueux prince lui demande à son pouvoir de Dieu, la divinité Escaflowne.

### Step up, Love Story
Makoto et Yura sont un couple de 25 ans, ils ont en commun de n'avoir jamais eu de relations sexuelles de leur vie. Nous suivons les aventures de cette comédie avec toutes les tentatives de leur entourage et même des médias pour qu'ils réussissent leur premier contact sexuel.

### Psychic Academy
Psychic Academy est une école pour les élèves qui ont une capacité "d'Aura". Ces gens peuvent utiliser certains éléments (c'est-à-dire le feu, l'eau, la terre) en fonction de cette Aura. Shiomi Ai est un nouvel élève, sûr de sa capacité, qui n'a pas encore découvert son talent. Il cherche son amie d'enfance Orina, mais une fois là, il rencontre Mew, une puissante utilisatrice de l'Aura. Shiomi, alors, suit la ressemblance entre Orina et Mew, et essaye, en même temps, de trouver une place dans le monde de l'Aura.